# The Grudge (2020)
The Grudge is een Amerikaanse horrorfilm uit 2020, geschreven en geregisseerd door Nicolas Pesce naar een verhaal van Jeff Buhler en Pesce. De film is een remake van de gelijknamige film uit 2004. De hoofdrollen worden vertolkt door Andrea Riseborough, Demián Bichir, John Cho, Betty Gilpin, William Sadler, Frankie Faison, Tara Westwood, Dave Brown, Lin Shaye en Jacki Weaver.

## Verhaal
Een alleenstaande moeder en detective komt erachter dat er een vloek heerst over een vervallen huis in haar buurt. Ieder persoon die dat huis betreedt wordt op een gewelddadige en gruwelijke manier om het leven gebracht.

## Rolverdeling
| - Andrea Riseborough als detective Muldoon - Demián Bichir als detective Goodman - John Cho als Peter Spencer - Betty Gilpin als Nina Spencer - Lin Shaye als Faith Matheson - Jacki Weaver als Lorna Moody - Frankie Faison als William Matheson - William Sadler als detective Wilson - Tara Westwood als Fiona Landers | - David Lawrence Brown als Sam Landers - Zoe Fish als Melinda Landers - Junko Bailey als Kayako Saeki - Nancy Sorel als agent Cole - Stephanie Sy als Amnio Nurse - Joel Marsh Garland als detective Grecco - Robin Ruel als dr. Friedman - Bradley Sawatzky als officier Michaels |

## Productie
Een vierde deel binnen de Grudge-franchise werd officieel in 2011 bekendgemaakt. Ook werd toen duidelijk dat het zou gaan om een vernieuwde versie van het eerste deel en geen vervolg. Ruim drie jaar later raakte bekend dat Jeff Buhler - scenarioschrijver van The Midnight Meat Train en Pet Sematary - verantwoordelijk zou zijn voor het script. Volgens Buhler wordt de film geen remake van de versie uit 2004 noch de Japanse versies.

### Casting
In maart 2018 werd Andrea Riseborough gecast voor de film. Een paar dagen later werden ook Demián Bichir, John Cho en Lin Shaye aan het project toegevoegd. Jacki Weaver, Betty Gilpin, William Sadler en Frankie Faison complementeerden de cast in april 2018.

### Opnames
De film werd opgenomen in Winnipeg en begonnen op 7 mei 2018 en eindigden op 23 juni 2018.

### Release
The Grudge werd op 3 januari 2020 in de Verenigde Staten uitgebracht en verschijnt een week later in de Nederlandse bioscopen. De eerste trailer verscheen op 28 oktober 2019.

### Ontvangst
De film ontvangt overwegend negatieve kritieken op zowel Rotten Tomatoes waar het 20% negatieve reviews ontving, gebaseerd op 113 beoordelingen als op Metacritic waar de film werd beoordeeld met een metascore van 41/100, gebaseerd op 27 critici.